# Liste von Kunstwerken im öffentlichen Raum in Chur
Dies ist eine Liste von Kunstwerken im öffentlichen Raum in Chur. Sie enthält öffentlich zugängliche Objekte in Chur (Kanton Graubünden, Schweiz).
| Foto                                                      |                 | Objekt                                           |                            | Typ              |  |         | Teil von                               | Standort                      | Künstler             | Datierung      | Beschreibung |
| --------------------------------------------------------- | --------------- | ------------------------------------------------ | -------------------------- | ---------------- |  | ------- | -------------------------------------- | ----------------------------- | -------------------- | -------------- | --- |
| Fresko am Kornplatz                                       | Datei hochladen | Fresko am Kornplatz                              |                            | Wandbild         |  |         | Kornplatz                              | Kornplatz 2 ·                 | Alois Carigiet       | 1955           | |
| Female Torso                                              | Datei hochladen | Female Torso                                     |                            | Skulptur         |  |         | Bündner Kunstmuseum                    | ·                             | HR Giger             |                | |
| Wasserorgel                                               | Datei hochladen | Wasserorgel                                      |                            | Brunnen          |  | Brunnen | Schulhaus Montalin                     | Splügenstrasse 4 ·            | Annemie Fontana      | 1964           | |
| Il transformatur                                          | Datei hochladen | Il transformatur                                 |                            |                  |  |         |                                        | Koordinaten fehlen! Hilf mit. | Michel Pfister       | 2006           | |
| Nana Mosaïque Noire                                       | Datei hochladen | Nana Mosaïque Noire                              |                            |                  |  |         | Skulpturenpark Forum Würth             | Aspermontstrasse 1 ·          | Niki de Saint Phalle | 1999           | |
| Einwurf zum Spiel                                         | Datei hochladen | Einwurf zum Spiel                                |                            | Statue Bronze    |  |         | Theaterplatz                           | Theaterplatz ·                | Robert Indermaur     | 2007           | |
| Steinbockbrunnen                                          | Datei hochladen | Steinbockbrunnen                                 |                            | Brunnen          |  | Brunnen | Majoranplatz                           | Majoranplatz ·                | Wilhelm Schwerzmann  |                | |
| Fontana-Denkmal                                           | Datei hochladen | Fontana-Denkmal                                  |                            | Denkmal          |  | Denkmal | Fontanapark                            | Fontanaplatz/Grabenstrasse ·  | Richard Kissling     | 1903           | Denkmal für Benedikt Fontana (1450-1499)                                                                                 |
| Zierbrunnen Postplatz                                     | Datei hochladen | Zierbrunnen Postplatz                            |                            | Brunnen          |  | Brunnen | Postplatz                              | Postplatz                     |                      |                | |
|                                                           | Datei hochladen | Vorlage:WLPA-CH-Zeile name= ist Pflichtparameter |                            |                  |  |         |                                        | Koordinaten fehlen! Hilf mit. |                      |                | |
|                                                           | Datei hochladen | Vorlage:WLPA-CH-Zeile name= ist Pflichtparameter |                            |                  |  |         |                                        | Koordinaten fehlen! Hilf mit. |                      |                | |
| Drifted Pit                                               | Datei hochladen | Drifted Pit Beschreibung                         |                            |                  |  |         |                                        | Gäuggelistrasse 14 ·          | Bob Gramsma          | 2016           | Designklassiker Ford Taunus mit massiven Betonobjekt                                                                     |
|                                                           | Datei hochladen | Vorlage:WLPA-CH-Zeile name= ist Pflichtparameter |                            | Statuengruppen   |  |         | Hotel ABC                              | Ottostrasse 8 ·               |                      |                | |
| Tränen der Lukrezia                                       | Datei hochladen | Tränen der Lukrezia Beschreibung                 |                            | Brunnen          |  | Brunnen |                                        | Poststrasse 10 ·              | Christoph Haerle     | 2005           | Der Brunnen soll ein mit Tränen gefülltes Auge darstellen                                                                |
| Tastmodell Churer Altstadt                                | Datei hochladen | Tastmodell Churer Altstadt Beschreibung          |                            |                  |  |         | Martinsplatz                           | Martinsplatz ·                |                      |                | |
| Brunnen am Alexanderplatz im Vordergrund (Foto 2015)      | Datei hochladen | Vorlage:WLPA-CH-Zeile name= ist Pflichtparameter |                            | Brunnen          |  | Brunnen | Alexanderplatz                         | Alexanderplatz                |                      |                | |
| Drei Lotusblüten von Not Vital im Hintergrund (Foto 2015) | Datei hochladen | Drei Lotusblüten                                 |                            |                  |  |         | Alexanderplatz                         | Alexanderplatz                | Not Vital            |                | |
| Doolittle                                                 | Datei hochladen | Doolittle                                        |                            |                  |  |         | Skulpturenpark Forum Würth             | Koordinaten fehlen! Hilf mit. | Bernhard Luginbühl   | 1970           | |
| Bauerndenkmal                                             | Datei hochladen | Bauerndenkmal                                    |                            |                  |  |         | Skulpturenpark Forum Würth             | Koordinaten fehlen! Hilf mit. | Bernhard Luginbühl   | 1997–2002      | |
| Le Monde                                                  | Datei hochladen | Le Monde                                         |                            |                  |  |         | Skulpturenpark Forum Würth             | Koordinaten fehlen! Hilf mit. | Niki de Saint Phalle | 1989           | |
| Der Bär                                                   | Datei hochladen | Der Bär                                          |                            |                  |  |         | Skulpturenpark Forum Würth             | Aspermontstrasse 1 ·          | Niki de Saint Phalle | 1997/1998      | |
| HR Giger Brunnen                                          | Datei hochladen | HR Giger Brunnen                                 |                            | Brunnen          |  | Brunnen | Gigerplatz                             | Gigerplatz ·                  |                      |                | |
|                                                           | Datei hochladen | Vorlage:WLPA-CH-Zeile name= ist Pflichtparameter |                            | Brunnen          |  | Brunnen |                                        | Ochsenplatz ·                 |                      | 1929           | |
| Martinsbrunnen                                            | Datei hochladen | Martinsbrunnen                                   | Wikidata zu Martinsbrunnen | Brunnen          |  | Brunnen | Martinsplatz                           | Martinsplatz ·                |                      |                | |
| Wandbild                                                  | Datei hochladen | Wandbild                                         |                            | Wandbild         |  |         | Zunfthaus zur Rebleuten                | Pfisterplatz ·                |                      | 1915           | Zwei Winzer bei der Heimkehr von der Ernte                                                                               |
| Orbiter                                                   | Datei hochladen | Orbiter                                          |                            | Skulptur         |  |         | Postplatz                              | Postplatz ·                   | Robert Indermaur     | 2018 errichtet | Figur auf Stelzen Grösse: 13 m                                                                                           |
| Vazerol-Denkmal                                           | Datei hochladen | Vazerol-Denkmal                                  |                            | Obelisk, Denkmal |  | Denkmal | Regierungsplatz                        | Regierungsplatz ·             |                      |                | |
| Grosse Liegende                                           | Datei hochladen | Grosse Liegende                                  |                            |                  |  |         |                                        | Koordinaten fehlen! Hilf mit. | Hans Josephsohn      | 2005           | installiert 2008 |
| Relief                                                    | Datei hochladen | Relief                                           |                            | Relief           |  |         |                                        | Süsswinkelgasse 15            | Hans Josephsohn      | 1970           | installiert 2008 |
| Arcasbrunnen                                              | Datei hochladen | Arcasbrunnen                                     |                            | Brunnen          |  | Brunnen | Arcas                                  | Arcas ·                       | Giovanni Bianchi     | 1978           | Der Brunnen ist aus Gneis-Gestein von Andeer. Er thematisiert die lokale Sage der Scalära-Geister.                       |
|                                                           | Datei hochladen | Vorlage:WLPA-CH-Zeile name= ist Pflichtparameter |                            | Statue           |  |         | Arcas                                  | Arcas ·                       |                      |                | |
|                                                           | Datei hochladen | Vorlage:WLPA-CH-Zeile name= ist Pflichtparameter |                            | Installation     |  |         | Bahnhof Chur                           | Koordinaten fehlen! Hilf mit. | Christoph Rütimann   | 2008           | 2-seitige Licht-Installation, bei der Ankunft sieht man den Umriss Graubündens (blau), bei der Abfahrt der Schweiz (rot) |
|                                                           | Datei hochladen | Vorlage:WLPA-CH-Zeile name= ist Pflichtparameter |                            | Skulptur         |  |         | Verwaltungsgebäude der Rhätischen Bahn | Bahnhofstrasse 25             |                      |                | Eingang links |
|                                                           | Datei hochladen | Vorlage:WLPA-CH-Zeile name= ist Pflichtparameter |                            | Skulptur         |  |         | Verwaltungsgebäude der Rhätischen Bahn | Bahnhofstrasse 25             |                      |                | Eingang rechts |
| Wirtshausschild Restaurant Drei Bünde                     | Datei hochladen | Wirtshausschild Restaurant Drei Bünde            |                            | Hausschild       |  |         | Restaurant Drei Bünde                  | Rabengasse 2/Reichsgasse ·    |                      |                | |
|                                                           | Datei hochladen | Vorlage:WLPA-CH-Zeile name= ist Pflichtparameter |                            | Skulptur         |  |         | Bündner Kunstmuseum                    | Koordinaten fehlen! Hilf mit. | Matias Spescha       | 1981           | |
| BW                                                        | Datei hochladen | Vorlage:WLPA-CH-Zeile name= ist Pflichtparameter |                            | Wandbild         |  |         | Schulhaus Daleu                        | Scalettastrasse 47 ·          | Alois Carigiet       | 1952           | restauriert 1974 |
| Portal der Kathedrale                                     | Datei hochladen | Portal der Kathedrale                            |                            | Portal           |  |         | Kathedrale                             | Hof 18 ·                      |                      |                | |